# Fiat 2000
Der Fiat 2000 war ein schwerer italienischer Panzer aus dem Ersten Weltkrieg.

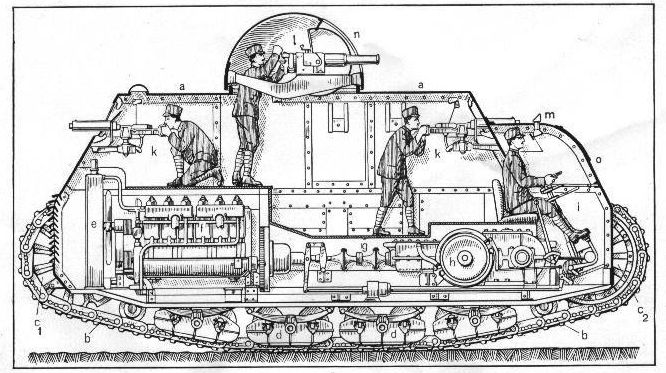
Fiat 2000 Konstruktionszeichnung

## Vorgeschichte
Auf Grund des erstmaligen Einsatzes britischer Panzer in der Somme-Schlacht (15. September 1916) begann man sich auch in Italien von offizieller Seite her vorsichtig für dieses neue Kriegsgerät zu interessieren. Zweifel an dessen Verwendbarkeit an der Gebirgsfront, unklare Vorstellungen über die allgemeinen Einsatzgrundsätze sowie Probleme logistischer und finanzieller Art ließen verschiedene Projekte in diesem Zusammenhang zunächst im Sande verlaufen.
Anfang 1917 erhielt der Artilleriehauptmann Alfredo Bennicelli den Auftrag, sich nach Flandern zu begeben und dort die Einsätze britischer und französischer Panzer zu beobachten. Bennicelli leitete später den Aufbau der italienischen Panzertruppe und gilt heute als deren Gründer. Frankreich stellte Italien kurz nach Bennicellis Besuch in Flandern einen Panzer vom Typ Schneider CA1 zu Erprobungszwecken zur Verfügung. Da die Tests in Norditalien gute Ergebnisse zeigten, sollten 1917 weitere Panzerkampfwagen beschafft werden, was jedoch von den Franzosen wegen der kritischen militärischen Lage an der Westfront zunächst abgelehnt wurde. 1918 konnte ein zweiter Schneider CA1 und drei Renault FT in Dienst gestellt werden, mit denen am 1. September 1918 in Verona eine Versuchs- und Ausbildungseinheit aufgestellt wurde.

## Modellgeschichte
Bereits seit 1915 gab es in Italien einige private Projekte für den Bau von Panzerkampfwagen. Fiat begann 1916 mit ersten Studien, die 1917 zum Bau des ersten Prototyps des Fiat 2000 (Mod. 17) führten, zu dem Anfang 1918 noch ein zweiter (Mod. 18) hinzu kam.

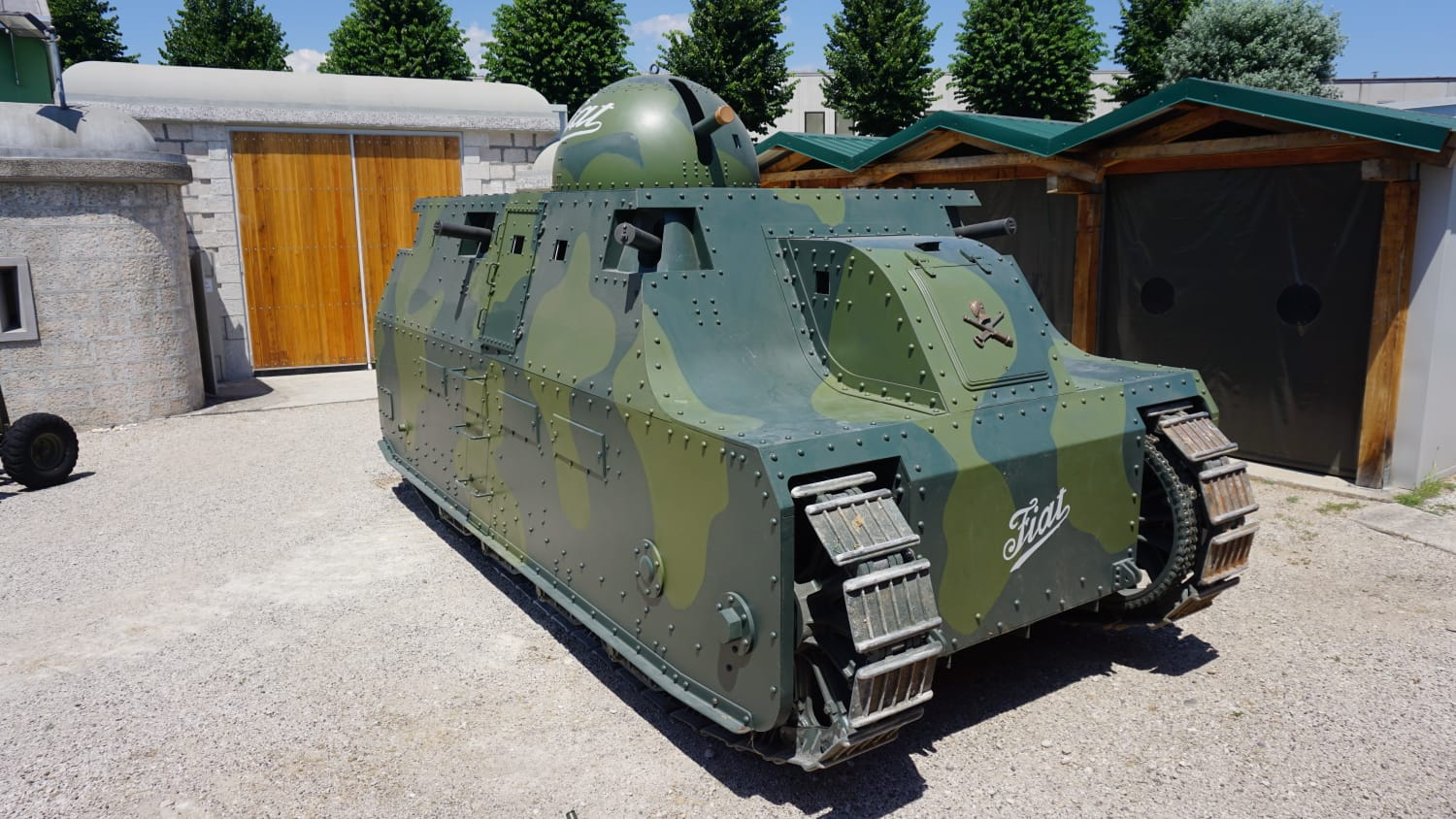
Nachbau eines Fiat 2000 Panzer im Museum Montecchio Maggiore

Diese beiden von Fiat in Eigenregie gebauten 40-Tonnen-Panzer wurden vom italienischen Heer übernommen und bildeten zusammen mit den bereits vorhandenen französischen Panzern den Grundstock der ersten italienischen Panzereinheit in Verona. Der Fiat 2000 war der erste italienische Panzerkampfwagen und der schwerste Panzer seiner Zeit. 1919 kamen zu den beiden Fiat 2000 vier weitere hinzu. Im selben Jahr wurden unter anderem zwei Fiat 2000 in Libyen gegen aufständische Senussi eingesetzt. In den Jahren danach lag der Schwerpunkt auf dem Bau des wesentlich leichteren Fiat 3000, der die italienische Variante des Renault FT darstellte. Der letzte Fiat 2000 wurde im Jahr 1934 in Bologna außer Dienst gestellt.